# 杜鵑座47
杜鹃座 47（又被记作NGC104或C106，简称47 Tuc）是一个位于杜鹃座的球状星团。它距离地球约4.45 ± 0.01 kpc（15,000 ± 33 ly），直径约为120光年。 杜鹃座 47肉眼可见，视星等大约为4.1，因為亮度達到裸眼可以看見，所以被以佛蘭斯蒂德命名法命名。将其远处的外延包括在内，它的视角大约为44角分。由于它的位于距南天极仅18°这一极度偏南的位置，直到17世纪50年代它才被欧洲天文学家列入星表内，首次证认由尼可拉·路易·拉卡伊于南非完成。
杜鹃座 47是全天第二亮的球状星团，亮度仅次于半人马座ω，望远镜观测发现其包含大约一万颗恒星，大部分位于中心一个致密的核内。这一星团可能包含一个中等质量黑洞。
杜鵑座 47也被帕特里克·穆爾收錄在科德韦尔深空天体表中，名稱為C106。

## 早期观测历史
杜鹃座 47曾在1751~1752年间被尼可拉·路易·拉卡伊所记录，在当时它被认为是一颗明亮彗星的彗核。 拉卡伊随后将其列为他的深空星表的首个天体，标号为“Lac I-1”。在1801年，约翰·波得在其于柏林编纂的星表“Allgemeine Beschreibung und Nachweisung der Gestirne nebst Verzeichniss”（星体的综述和证认及其索引）中则赋予它“47”的编号。 波得本人并没有对这一星团进行观测，但他按照赤经的顺序将拉卡伊的星表进行了重新排序。
19世纪，本杰明·阿普索普·古尔德将希腊字母“ξ”分配到星团命名上，指定这一星团的名称为杜鹃座ξ，但这一命名并未被广泛采用，星团仍然被以“杜鹃座 47”所指代。

## 星团特征
杜鹃座 47是全天第二亮的球状星团（仅次于半人马座ω），并因其拥有一个很小且亮的致密的核心而出名。它是银河系中质量最大的球状星团之一，包含数以百万计的恒星。在理想的观测条件下，这一星团看起来和满月在天空中的大小相似。虽然从视觉上看它与小麦哲伦云距离相近，但后者距离地球大约60.6 ± 1.0 kpc（200,000 ± 3,300 ly），相较于杜鹃座 47远了15倍之多。
一颗光谱型为B8III，光度约为太阳1100倍的蓝巨星是该星团中在可见光和紫外波段最亮的星，也因此它被称为“亮星”。它是一颗后渐近巨星支恒星，已经越过了渐近巨星支的生命阶段，正在进行氦的聚变。它的有效温度大约为10,850 K，质量约为太阳质量的54%。
杜鹃座 47的核心曾经是行星搜寻巡天的目标，在其中使用哈勃望远镜去寻找恒星被它们的行星部分掩食的现象。虽然按照在太阳附近寻找行星的发现概率预测大约能发现10到15颗行星，但实际并没有发现。这一结果指示了在球状星团中行星的存在相对更加的稀少。即使按照概率预测会发现一些行星，后续对这一星团稀疏的外围部分的地面观测仍然没有行星被发现。这一结果强烈表明真正导致行星稀少的原因是球状星团环境的低金属丰度而非星体间的疏密程度。

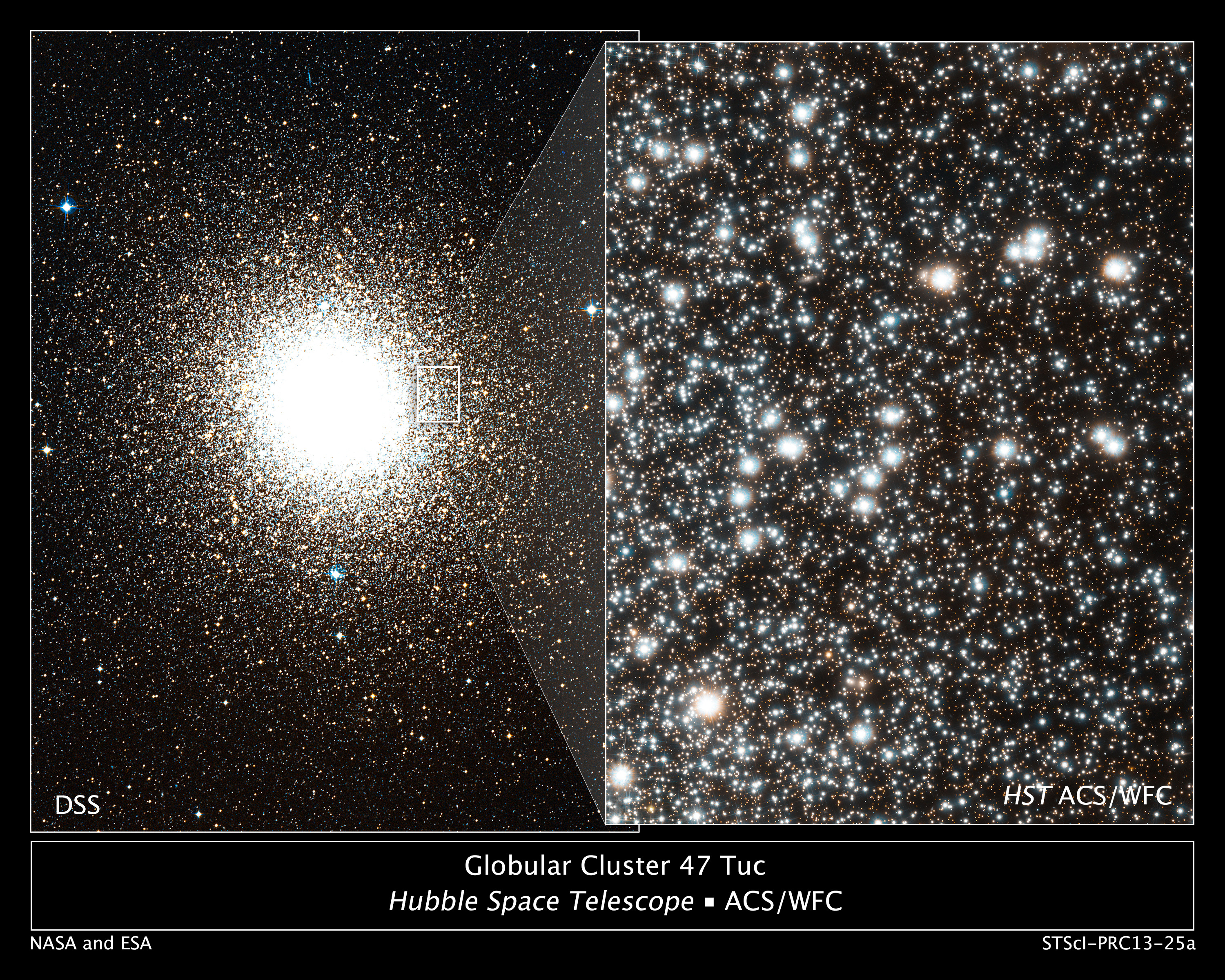
在杜鹃座 47内的不同星族

在杜鹃座 47内包含至少两个拥有不同年龄或金属丰度的星族。  其致密的核心包括一群具有科学研究价值的奇特星，包括至少21颗蓝离散星。球状星团的质量分层很明显，其中质量最大的恒星位于星团中央。
杜鹃座 47包括上百个X射线源，包括：双星系统内的源导致的增强的色球层活动，包含从伴星处吸积物质的白矮星的激变变星，以及当前没有吸积活动，但通过中子星的热表面发射的X射线可被观测到的含中子星的低质量X射线双星。
杜鹃座 47包含35颗已知的毫秒脉冲星，在所有球状星团的脉冲星群体中数量排第二。
这些脉冲星被认为是在先前的X射线双星阶段中，借由吸积伴星的物质来加速自转的。在杜鹃座 47内的一颗被称为47 Tuc W的伴星似乎仍在向中子星传递物质，这表明这一系统正在完成从低质量X射线双星向毫秒脉冲星的转变。
杜鹃座 47内毫秒脉冲星发射的X射线已被钱德拉X射线望远镜分别探测到，这些射线这些很可能是来自中子星表面
。
来自毫秒脉冲星的伽马射线则被费米伽马射线空间望远镜所探测，使得杜鹃座 47成为首个在伽马射线波段被观测的球状星团。
杜鹃座47是否包含一个中心黑洞尚不明确，哈勃望远镜的数据将星团中央任何可能存在的黑洞的质量约束在1500个太阳质量以下。 但在2017年2月，天文学家通过星团内脉冲星的运动和分布探测到了黑洞存在的迹象，并宣称星团中央可能存在一个质量约为2200个太阳质量的黑洞。

## 现代观测
2008年12月，西悉尼大学的拉格比爾·巴塔爾声称于杜鹃座 47的方向探测到了一个很强的类似激光的信号。
2015年5月，在这一球状星团中出现质量层化现象的初步证据被发现。 星团的赫罗图指示其中包含的恒星的年龄约为130亿年，与其他星团相比其年龄不同寻常的偏老。